# Toni Nieminen
Toni Nieminen (Lahti, Finska, 31. svibnja 1975.) je umirovljeni finski skakač na skijama, dvostruki pobjednik Zimskih olimpijskih igara.
Svoje najbolje rezultate Nieminen je postigao s nepunih 17 godina, kada je na Zimskim olimpijskim igrama u Albertvilleu 1992. godine dominirao natjecanjem, s dvjema zlatnim medaljama i jednom brončanom medaljom.
Kasnije u karijeri nije više ponovio te sjajne dosege, iako je bio vrhunski skakač. Zabilježeno je da je Nieminen prvi čovjek u povijesti koji je na skijama preletio 200 m, i to na natjecanju na Planici 1994. godine.